# Vauconcourt-Nervezain
Vauconcourt-Nervezain es una comuna francesa situada en el departamento de Alto Saona, en la región de Borgoña-Franco Condado.

## Demografía
| 270 | 236 | 194 | 212 | 225 | 212 | 219 | 216 |
| Para los censos de 1962 a 1999 la población legal corresponde a la población sin duplicidades (Fuente: INSEE [Consultar]) |     |     |     |     |     |     |     |